# Communauté de communes du Pays de Marmoutier-Sommerau
Die Communauté de communes du Pays de Marmoutier-Sommerau war ein französischer Gemeindeverband mit der Rechtsform einer Communauté de communes im Département Bas-Rhin in der Region Grand Est. Sie wurde am 30. Oktober 2012 gegründet und umfasste sieben Gemeinden. Der Verwaltungssitz befand sich im Ort Marmoutier.

## Historische Entwicklung
Der Gemeindeverband entstand mit Wirkung vom 1. Januar 2013 durch die Fusion der Vorgängerorganisationen
- Communauté de communes du Pays de Marmoutier und
- Communauté de communes de la Sommerau

Per 1. Januar 2017 wurde der Gemeindeverband mit der Communauté de communes de la Région de Saverne zur neuen Communauté de communes de Saverne-Marmoutier-Sommerau zusammengeschlossen.

## Ehemalige Mitgliedsgemeinden
1. Dimbsthal
2. Hengwiller
3. Lochwiller
4. Marmoutier
5. Reutenbourg
6. Schwenheim
7. Sommerau